# (20286) Michta
(20286) Michta (1998 FT59) – planetoida z pasa głównego asteroid okrążająca Słońce w ciągu 3,62 lat w średniej odległości 2,36 j.a. Odkryta 20 marca 1998 roku.